# Corps perdus (téléfilm)
Pour les articles homonymes, voir Corps perdus.
Corps perdus est un téléfilm français réalisé par Alain Brunard, diffusé le 8 mars 2011 sur France 3.

## Synopsis
Simon Guérault, un policier qui a perdu son épouse et sa fille dans un accident de voiture, se rapproche de Julie Dupeyron, dont le mari a été assassiné. Chargé de l'enquête, Simon met tout en œuvre pour innocenter Julie, suspectée de la mort de son époux. Mais leur relation fait jaser au sein de la petite commune où ils résident et, peu à peu, le passé trouble de la jeune femme commence à éveiller les soupçons de Simon...

## Fiche technique
- Réalisateur : Alain Brunard
- Scénaristes : Yann Le Gal et Alain Brunard
- Date de diffusion : 8 mars 2011 sur France 3
- Durée : 90 minutes.

## Distribution
- Bruno Todeschini : Simon Guérault
- Sophie Broustal : Julie Dupeyron
- Elina Löwensohn : Ewa
- Eric Savin : Le sous-préfet
- Jean-Yves Gautier : Gérard
- Pierre Renverseau : Paul
- Cécile Arnaud : Madame Pierrat
- Yan Brian : Roland
- Saverio Maligno : Le policier Scientifique